# LL Волка
LL Волка (лат. LL Lupi), HD 143473 — одиночная переменная звезда в созвездии Волка на расстоянии приблизительно 532 световых лет (около 163 парсеков) от Солнца. Видимая звёздная величина звезды — от +7,47m до +7,41m. Возраст звезды определён как около 457,1 млн лет.

## Характеристики
LL Волка — бело-голубая вращающаяся переменная звезда типа Альфы² Гончих Псов (ACV:) спектрального класса ApSi, или A4, или B8VpSiSr, или B9. Масса — около 2,184 солнечных, радиус — около 2,502 солнечных, светимость — около 74,131 солнечных. Эффективная температура — около 12359 K.

## Планетная система
В 2019 году учёными, анализирующими данные проектов HIPPARCOS и Gaia, у звезды обнаружена планета.